# Розен, Андрей Фёдорович
Барон Андре́й Фёдорович Ро́зен (1773—1828) — участник Наполеоновских войн, полковник, бакинский комендант.
Происходил из лифляндских дворян, сын барона Иоакима-Фридриха Розена и его первой жены Марии-Доротеи-Сидонии урождённой фон Стернстраль; родился в 1773 году.
Получил домашнее образование и в 1787 году поступил в лейб-гвардии Конный полк капралом, в 1790 году был произведён в вахмистры, а 19 марта 1792 года пожалован поручиком и кавалергардом. 6 декабря 1796 года, при расформировании Кавалергардского корпуса императрицы Екатерины II, Розен был переведен в Кинбурнский драгунский полк. С этим полком барон Розен участвовал в Швейцарском походе Суворова и был в делах при местечке Винтертуре и при Дизенгофене.
Переведённый в 1802 году в Стародубовский кирасирский полк, из которого 21 мая 1803 года назначен был с эскадроном для вновь формируемого Переяславского драгунского полка, Розен вскоре вышел в отставку с чином майора.
Через три года, с началом кампании против турок, барон Розен вновь поступил на службу в Переяславский драгунский полк. Он находился при занятии крепости Килии (9 декабря 1806 года), при Карманкуе (29 января 1807 года) с четырьмя эскадронами Переяславского полка и при Измаиле. В 1807 году Розен был переведён в Смоленский драгунский полк, в 1810 году участвовал в обложении и покорении Силистрии, был при обложении Шумлы и в делах при ней, при Екистамбуле, при Батине, при сдаче Рущука и Журжи и под Никополем и за отличие был награждён орденами св. Владимира 4-й степени, св. Анны 2-й степени и золотой саблей с надписью «За храбрость» (19 ноября 1810 года).
В 1809 году Розен был назначен адъютантом к фельдмаршалу князю А. А. Прозоровскому, а после кончины последнего определен был в Александрийский гусарский полк.
В Отечественную войну 1812 года он участвовал в делах при Кобрине, Городечне, Кайданах, Борисове и под Плещеницами, 1 января 1813 года был откомандирован в корпус барона Винцингероде, где командовал отрядом казачьих полков, и участвовал в деле при Калише, а затем при Люцене. В том же 1813 году произведенный, за отличия в делах против неприятеля, в подполковники, он уже через 2 месяца (20 апреля 1813 года) получил чин полковника и сражался при Бауцене, Гросберене, Торгау, Денневице, где при преследовании неприятеля взял в плен две колонны пехоты и 6 орудий, за что 24 сентября награждён был орденом св. Георгия 4-й степени (№ 2682 по кавалерскому списку Григоровича — Степанова)
За отличие в сражении с французами при Денневице и Торгау.
2 сентября он участвовал в деле при местечке Деличе, в атаке на французский конно-егерский полк, взятый почти целиком в плен; в Битве народов под Лейпцигом он получил в левую ногу контузию от картечи, при переправе через реку Эльк 2 ноября напал на французский отряд, взял в плен 158 человек и одно орудие, а затем взял 3 «фортирес» и шанцы с 3 офицерами и 280 человек гарнизона; 4 ноября разбил французский отряд и взял в плен 2-х штаб-офицеров, 380 человек нижних чинов и 3 орудия; через четыре дня над устьем реки Золткомн, у Северного моря, взял береговое укрепление с 15 орудиями и гарнизоном из 170 человек, французский корабль с начальником и 198 «разных Нидерландских чиновников».
В 1814 году барон Розен участвовал в занятии Суассона, был в битвах при Краоне, под Лаоном, при занятии Реймса, в делах при Сен-Дизье и Бериндюн; 7 марта он был с отрядом при местечке Чернычеках и Зардыне и при занятии города Браке, за что и награждён был орденом св. Владимира 3-й степени.
9 января 1816 года назначен был командиром Гродненского гусарского полка и 23 октября 1819 года отчислен был по кавалерии.
Назначенный в 1825 году комендантом крепости Баку, барон Розен выдержал блокаду её, когда в 1826 году Гуссейн-Хан, при поддержке персов, обложил Баку с суши. Обеспеченный продовольствием, гарнизон крепости решил защищаться до последней крайности, — но он был малочислен и состоял из людей старых; поэтому комендант принужден был вооружить нестроевых и армян; всех их едва хватало для нахождения при батареях и орудиях, а стены крепости оставались даже без караулов. Несмотря на это, крепость все-таки удержалась до октября, когда прибыло подкрепление из двух рот Каспийского батальона и облегчило положение Баку. Сам Розен искусно расположил гарнизон и с успехом делал вылазки из осаждённой крепости. Гуссейн-Хан с персидскими войсками несколько ходили на приступ, но всякий раз был отбиваем. Успехи Ермолова в нагорном Азербайджане и движение Краббе из Дагестана вынудили персов снять блокаду и отойти в Карабах, так что население вскоре мало-помалу возвратилось в свои жилища, и Бакинская и Кубинская области были успокоены.
А. П. Ермолов доносил императору Николаю I 15 ноября 1826 года: 

«Осматривая Бакинскую крепость, нашел я оную в весьма хорошем состоянии. Во время возмущения провинции, когда подосланный Аббас-Мирзой прежний владетель, убийца покойного генерала князя Цицианова, собравши жителей более 3000, подошел к крепости, комендант оной… барон Розен 5-й с отличным благоразумием расположил малочисленный гарнизон, который отправлял службу с величайшим усердием и исправностью; сделано было несколько вылазок с наилучшим усердием и успехом. Он выслал из города многих неблагонамеренных людей, таковых, из семейств которых по несколько лиц находилось уже при владетеле Гуссейн-Кули-Хане, чем водворил в крепости совершенное спокойствие и порядок. Поведение полковника барона Розена 5-го оправдало опытность его, долговременным служением приобретенную, и показало его, как офицера бдительного и неутомимого»
.
За защиту Баку барон Розен награждён был не в зачет годовым жалованьем.
Скончался барон Розен в конце 1828 года, в приказе от 10 мая 1829 года он был исключён из списков умершим; он был холост, «недвижимого имения и крестьян» не имел.